# 阿尔维尔 (卢瓦尔-谢尔省)
阿尔维尔（法語：Arville）是法国卢瓦尔-谢尔省的一个市镇，属于旺多姆区（Vendôme）蒙杜布洛县（Mondoubleau）。该市镇总面积9.75平方公里，2009年时的人口为119人。

## 人口
阿尔维尔人口变化图示